# Тетрапод (стіл)

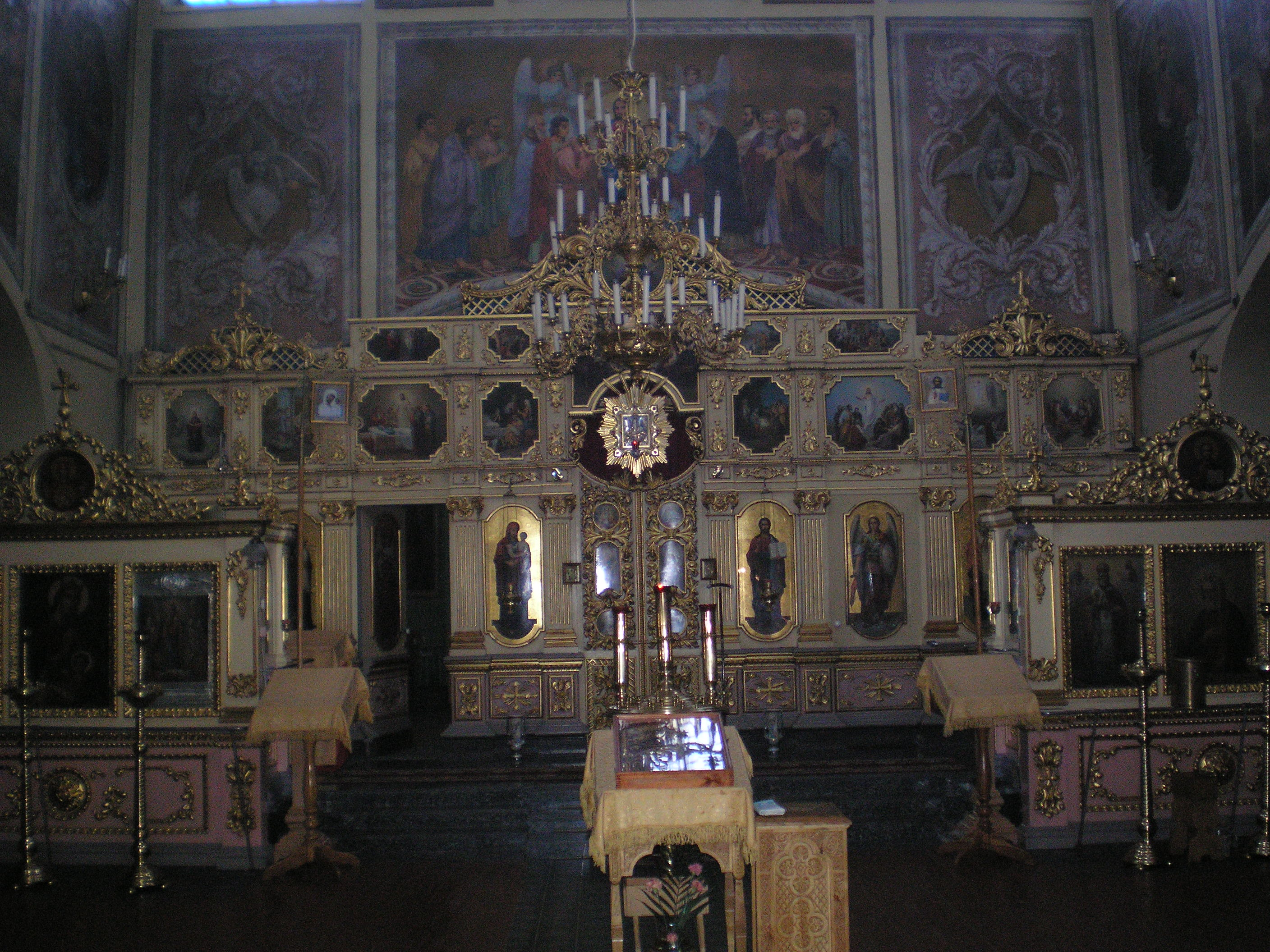
Тетрапод — у центрі перед амвоном

Тетрапо́д (грец. τέτρα, латиніз. tetra — чотири, pus, podos — нога: «чотириножник») — невисокий чотирикутний стіл, що стоїть у центрі храму перед іконостасом. Вважається, що сучасні тетрадоди є лише видозміненим аналоєм. Древня, більш правильна назва тетрапода — проскинітарій (з грецької — припадання, поклоніння).
Основне призначення тетрапода — бути столиком, на якому розміщена головна ікона храму, тобто ікона з зображенням події чи святого, на честь якого побудовано церкву. Також на ньому під час звершення відправ розміщують необхідні священні речі. Під час відправи Всенічного бдіння на ньому ставиться спеціальна посудина — літійна таріль з хлібом, оливою, пшеницею та вином, а священнослужитель перед ним читає молитви. Перед таким столом звершуються таїнства Хрещення чи Вінчання, інші таїнства та обряди.